# Ford Interceptor
Ne doit pas être confondu avec les véhicules de police Ford Crown Victoria Police Interceptor et Police Interceptor berline

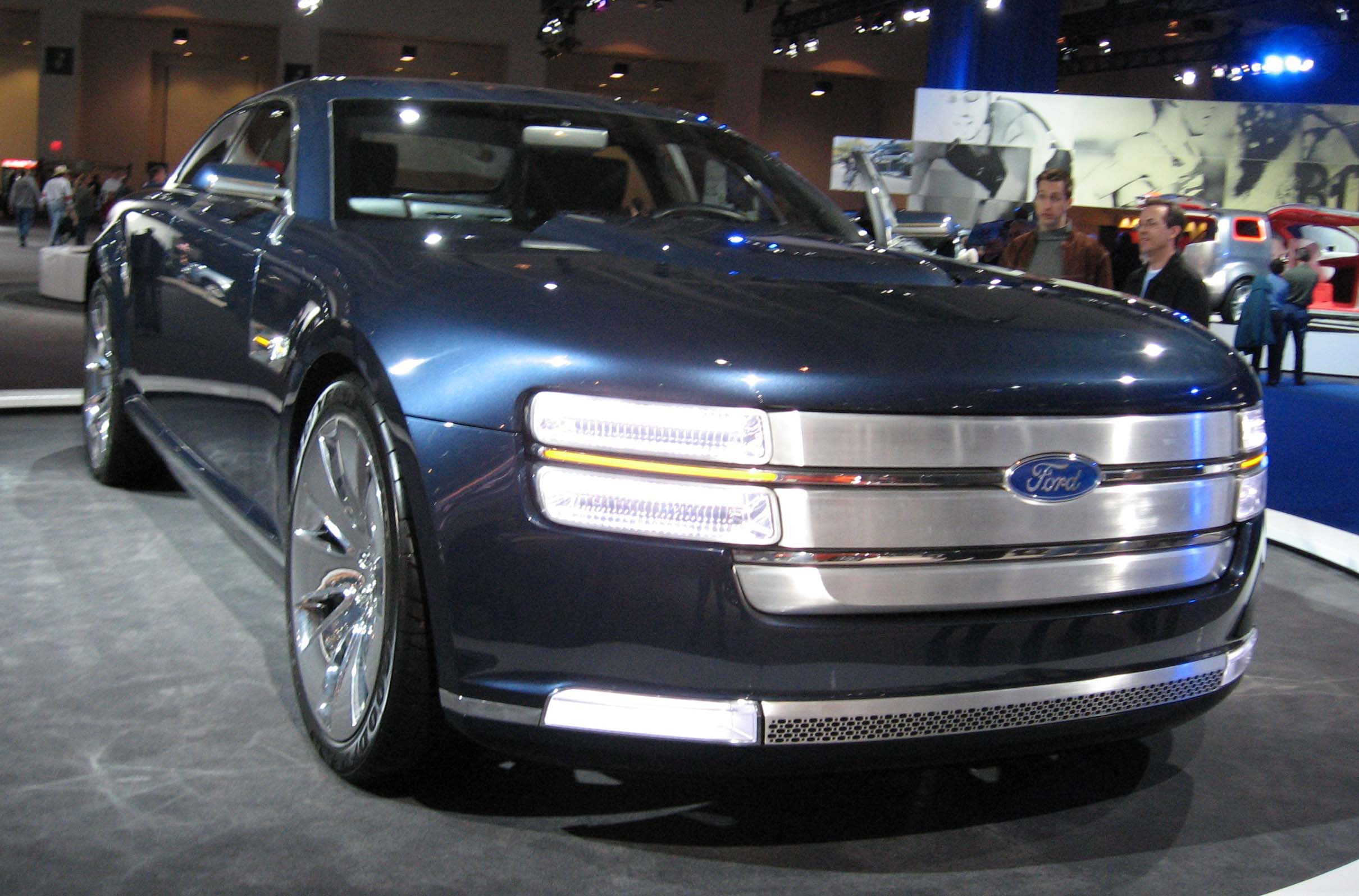
Ford Interceptor au Washington Auto Show

La Ford Interceptor était un concept car qui a fait ses débuts au Salon international de l'automobile d'Amérique du Nord 2007 à Detroit (Michigan). L'Interceptor était une berline de style rétro qui reflétait une interprétation moderne des muscle car américaines sportives classiques des années 1960, comme la Ford Galaxie. Ford a officiellement présenté le concept Interceptor dans un communiqué de presse daté du 31 décembre 2006. Ford a décrit le style de conception de l'Interceptor comme étant influencé, "... un peu comme un Marine en uniforme. Il a l'air intelligent et élégant, mais vous pouvez voir la puissance brute qui se cache en dessous".
Ford n'a actuellement aucun plan de production pour une telle berline full-size à propulsion arrière. Certains des éléments de conception de l'Interceptor sont apparus plus tard dans la Ford Taurus de sixième génération.

## Moteur
L'Interceptor Concept utilisait un moteur Cammer de 5,0 litres de Ford Racing qui produisait 600 ch (447 kW), avec la capacité de fonctionner à l'éthanol E-85. Elle comprenait une transmission manuelle à six vitesses. Le moteur Cammer de 5,0 litres était une variante améliorée du moteur Modular de 4,6 litres qui a propulsé la Mustang GT jusqu'en 2011.

## Extérieur
La voiture comprenait un capot de style «shaker» avec un clapet motorisé, qui couvrait le moteur. La berline full-size était basée sur une version allongée de la plate-forme D2C de Ford de la Mustang à propulsion arrière, dotée d'un essieu arrière solide. La carrosserie était proportionnée avec un porte-à-faux avant court et un porte-à-faux arrière long, et elle présentait une ligne de toit basse et une ceinture de caisse haute, par rapport à d'autres berlines Ford comme la Ford Taurus, avec un profil carré. Le concept Interceptor a poursuivi la conception de la calandre à trois barres horizontale actuelle de Ford introduite sur la Ford Fusion et le Ford Edge. Le capot était haut et plat avec une section centrale arrière crue. Les phares arrière en forme de carré de l'Interceptor ont ensuite influencé ceux de la Ford Taurus.

## Intérieur
L'Interceptor a incorporée une conception de ceinture de sécurité à harnais à quatre points (ceinture et bretelles) dans les sièges avant et arrière, avec des ceintures de sécurité gonflables pour les passagers arrière. La ceinture à quatre points représentait un éventuel système de ceinture de sécurité de nouvelle génération, conçu pour être plus confortable et plus facile à utiliser que les ceintures traditionnelles à trois points. Le tableau de bord, la garniture du pavillon, le volant et les quatre sièges baquets à dossier bas sont recouverts de cuir. Il y avait des appuie-tête rétractables qui se déployaient depuis le toit, s'ajustant d'avant en arrière ainsi que de haut en bas pour chaque occupant. Le panneau de commande audio et de commande de climatisation étaient escamotables, et il y avait un levier de vitesses à six vitesses dans le tableau de bord central.

## Fonctionnalités
- Groupe motopropulseur : V8 Cammer de 5,0 litres/400ch (300 kW)/carburant souple
- Transmission : Boîte de vitesses manuelle à six vitesses
- Dimensions du châssis
  - Longueur totale : 201,6 pouces (5 121 mm)
  - Empattement : 120,8 pouces (3 068 mm)
  - Largeur totale : 76,4 pouces (1 941 mm)
  - Hauteur totale : 54,8 pouces (1 392 mm)
  - Largeur de la voie avant : 66,5 pouces (1 689 mm)
  - Largeur de la voie arrière : 67,8 pouces (1 722 mm)
- Suspension
  - Avant : Indépendante à double triangulation
  - Arrière : Conception à 3 maillons avec tige Panhard
- Intérieur
  - Hauteur sous plafond a l'avant : 37,5 pouces (952 mm)
  - Hauteur sous plafond a l'arrière : 35,9 pouces (912 mm)
  - Places aux jambes a l'avant : 42,3 pouces (1 074 mm)
  - Places aux jambes a l'arrière : 35,6 pouces (904 mm)